# Nkm wz. 38 FK
La Najcięższy karabin maszynowy wzór 38 Fabryka Karabinów o nkm wz. 38 FK, in lingua polacca "mitragliatrice super-pesante modello 1938 della Fabryka Karabinów", era una mitragliera/cannone automatico in calibro 20 mm prodotta nel periodo interbellico in Polonia. L'arma, progettata per il tiro contraerei e controcarro, venne adattata a cannone da carro armato e installato su tankette TKS. Prodotta in massa nel 1938 e 1939, venne estesamente impiegata durante la campagna di Polonia.

## Denominazione
La sigla nkm wz.38 FK, come per altre armi dell'epoca, era un nome in codice piuttosto che in nome proprio dell'arma. L'acronimo nkm sta per "najcięższy karabin maszynowy", letteralmente per "mitragliatrice più pesante", rispetto alle mitragliatrici pesanti contemporanee che utilizzavano munizioni da fucile standard quali 7,92 mm Mauser, .303 British o 7,62 × 54 mm R. La seconda parte del nome wz. 38, sta per "wzór 38", in italiano "modello 1938", riferito all'anno di progettazione o di valutazione da parte dei militari. Infine, quando più armi di uno stesso tipo venivano concepite nello stesso anno, veniva aggiunta una designazione addizionale per differenziare tra i vari tipi. In questo caso, FK sta per Fabryka Karabinów, la fabbrica armiera di stato di Varsavia.

## Storia

### Origini
Nei primi anni trenta, l'Esercito polacco era alla ricerca di una moderna arma anticarro e antiaerea per rimpiazzare gli antiquati equipaggiamenti risalenti alla prima guerra mondiale allora in uso. Nel 1931 vennero testate mitragliatrici pesanti Hotchkiss, Solothurn e Oerlikon, tutte non rispondenti alle esigenze polacche. In particolare questi modelli non erano adatti a svolgere adeguatamente entrambi i compiti. Nel 1937 un'altra commissione venne inviata all'estero per testare nuove armi da 20 mm progettate da Oerlikon, Madsen e Hispano-Suiza. Poiché tutti i design presentavano diversi difetti, si decise di iniziare a lavorare su un progetto locale. L'ingegnere Bolesław Jurek della Fabryka Karabinów di Varsavia venne incaricato di guidare il progetto. 
Vennero considerati quattro progetti per il wz. 38 FK, designati da A a D, dei quali solo il primo venne adottato: 
- Model A - mitragliatrice pesante progettata da Bolesław Jurek. Adottata dall'Esercito polacco nel 1939. Arma automatica operante a corto rinculo di canna. La canna, dotata di freno di bocca, era facilmente sostituibile. Era alimentata con caricatori prismatici da 5 o 10 colpi o da caricatori a tamburo da 15 colpi. Venne installata anche sui carri in casamatta su un supporto sferico, con uno scudo corazzato sviluppato da Napiórkowski e Miniewski.
- Model B - prototipo sviluppato da W. Lewandowski. Azionata a sottrazione di gas. Alimentata da nastri in tessuto o a maglie metalliche o da caricatori prismatici.
- Model C - prototipo sviluppato da S. Rytwiński e W. Lewandowski. Azionata a recupero di gas. Alimentata da nastri in tessuto o metallici da 200 colpi, caricatori prismatici da 5-10 colpi o a tamburo da 100 colpi. Il tripode PL20A era progettato per l'impiego come arma anticarro per la fanteria, progettato da J. Skrzypiński e sviluppato da L. Kowalewicz. In questo allestimento l'arma utilizzava una canna alleggerita e caricatori da 5 colpi. Il più pesante affusto ruotato PC20A era destinato ad impiego a livello tattico superiore, pesava 400-500 kg e fu sviluppato da L. Kowalewicz. Era previsto l'impiego aeronautico.
- Model D - prototipo sviluppato da Bolesław Jurek. Azionato a recupero di gas. Alimentato da caricatori a tamburo da 100 colpi. Era previsto l'impiego aeronautico[2].

Un primo lotto di 100 mitragliere Model A venne ordinato il 26 agosto 1938. L'arma venne prodotta dalla compagnia Zieleniewski di Sanok, con canne realizzate dalla Zakłady Przemysłowe Stowarzyszenia Mechaników Polskich z Ameryki di Pruszków e munizioni progettate dalla Fabbrica statale di munizioni di Skarżysko-Kamienna. Seguì un secondo ordine per 140 pezzi in aprile 1939, 40 dei quali senza affusto. Con il tempo la produzione avrebbe dovuto raggiungere un ritmo di 100 pezzi al mese. 
Tuttavia, i costi iniziali erano alti. Il progetto stesso, i macchinari di produzione e il primo lotto di armi costarono 2,2 milioni di złoty. I costi previsti per gli anni fiscali 1939/1940 ammontavano a oltre 3,4 milioni. Inoltre il rateo mensile di produzione si rivelò molto più basso del previsto. Lo scoppio della seconda guerra mondiale bloccò la produzione a 55 esemplari sui 896 previsti in consegna per il 1940. 

### Impiego operativo
La nkm wz. 38 FK venne accettata dall'Esercito polacco nel 1939. Come soluzione tampone, circa 30 tankette TK-3 e TKS vennero riequipaggiate con il pezzo da 20 mm. Come arma anticarro e antiaerea l'arma venne ampiamente utilizzata, assegnata in 8 pezzi antiaerei per ogni divisione di fanteria.

## Capacità di penetrazione
| Distanza (m)      | Penetrazione (mm) |
| Acciaio temperato |                   |
| 100               | 20                |
| 200               | 18                |
| 300               | 17                |
| 400               | 15                |
| 500               | 13                |
| Acciaio           |                   |
| 300               | 25                |
| 400               | 23                |
| 500               | 20                |

Nota: l'arma era capace di distruggere qualsiasi carro armato tedesco in servizio nel 1939, ad eccezione forse del Panzer IV. Fotografie scoperte di recente mostrano che il carro comandato dal principe Wiktor IV Albrecht von Ratibor distrutto dal TKS di Edmund Roman Orlik era un Panzer IV e non un Panzer 35(t).